# 普陀公园
普陀公园是中華人民共和國上海市普陀區的一個公園，是普陀區最早建成的公園，也是普陀區在上海内环线內唯一的公園，佔地13187平方米。原本此地是農田、棚戶區和墳場。1954年，普陀公園建成，並對外開放。1991年，普陀公園因上海市合流污水工程施工而關閉，1994年重新對外開放。2002年又進行一次改造。